# Orgilus ejuncidus
Orgilus ejuncidus är en stekelart som beskrevs av Muesebeck 1970. Orgilus ejuncidus ingår i släktet Orgilus och familjen bracksteklar. Inga underarter finns listade i Catalogue of Life.